# 安東尼·馬蒂
安東尼·馬蒂·佩蒂特（發音：[ənˈtɔni məɾˈti pəˈtit]；1963年7月30日—2023年11月6日）是一位安道爾政治人物，出生於埃斯卡爾德斯-恩戈爾達尼，2011年至2019年擔任安道爾首相。